# 2538 Vanderlinden
2538 Vanderlinden је астероид главног астероидног појаса са средњом удаљеношћу од Сунца која износи 2,238 астрономских јединица (АЈ).
Апсолутна магнитуда астероида је 13,7.